# Antoni de Pàdua
|  | «Sant Antoni de Pàdua» redirigeix aquí. Vegeu-ne altres significats a «Sant Antoni de Pàdua (desambiguació)». |

Antoni de Pàdua (Lisboa, 1195 - Pàdua, 1231) fou un frare franciscà, teòleg i predicador catòlic del segle xiii, venerat com a sant per la Santa Església Catòlica Apostòlica Romana. Se l'anomena de Pàdua perquè és el lloc on va morir, però a Portugal se'l coneix com a Sant Antoni de Lisboa, el lloc on va néixer. També és conegut popularment com a Sant Antoni dels albercocs, per distingir-lo de Sant Antoni Abat, el dels ases. És un dels sants més populars del santoral catòlic, a causa dels miracles que hom li atribueix.

## Biografia
Tot i l'apel·latiu de Pàdua, va néixer a Lisboa l'any 1195, al si d'una família noble que descendia del croat Jofré de Bouillon. El seu nom de baptisme era el de Fernando Martins de Bulhões e Taveira Azevedo. Va educar-se a l'escola catedralícia de Lisboa. En contra dels desitjos de la família, va ingressar a l'abadia agustina de São Vicente de Fora, als afores de Lisboa, els monjos de la qual eren coneguts per la dedicació a l'estudi.
Va estudiar-hi teologia (especialment autors com Sant Jeroni, Sant Agustí, Sa Santedat el Papa Gregori el Gran i Sant Bernat de Claravall) i les Sagrades Escriptures, a més d'autors clàssics com Ovidi i Sèneca. Va continuar els estudis a l'abadia de la Santa Creu de Coïmbra, amb el permís dels seus superiors. Allí va ser ordenat prevere.
L'estiu de 1220 van arribar a la ciutat les restes d'un grup de franciscans que havien estat martiritzats al Marroc. L'efecte d'això va fer que deixés els agustins i entrés a l'Orde Franciscà. Llavors va adoptar el nom d'Antoni, en honor de Sant Antoni Abat a qui estava dedicada l'ermita franciscana on vivia. Va anar al Marroc, a demanda seva, però va ser enviat cap a Europa per problemes de salut. De camí de retorn, el seu vaixell va ser desviat pels vents i va arribar a Sicília, on va trobar els franciscans de Messina que anaven al capítol general de l'orde que tindria lloc a Assís, on els va acompanyar.
Va ser enviat com a prevere a una petita ermita de les muntanyes de Montepaolo, i, passat un any de retir, el 1222 va començar la seva activitat com a predicador, viatjant per tot el nord d'Itàlia i el sud de França. A la Romanya predicà contra el catarisme. Va ensenyar teologia a Bolonya i després es va establir a Tolosa, Montpeller i Cuges-les-Pins. Va ser conegut com a Doctor Evangèlic i va escriure sermons en llatí per a totes les festes de l'any, conservats encara. Sant Francesc d'Assís, a qui va conèixer, el nomenà mestre en teologia en consideració als seus grans dots de predicador i al nombre de conversions que va aconseguir.

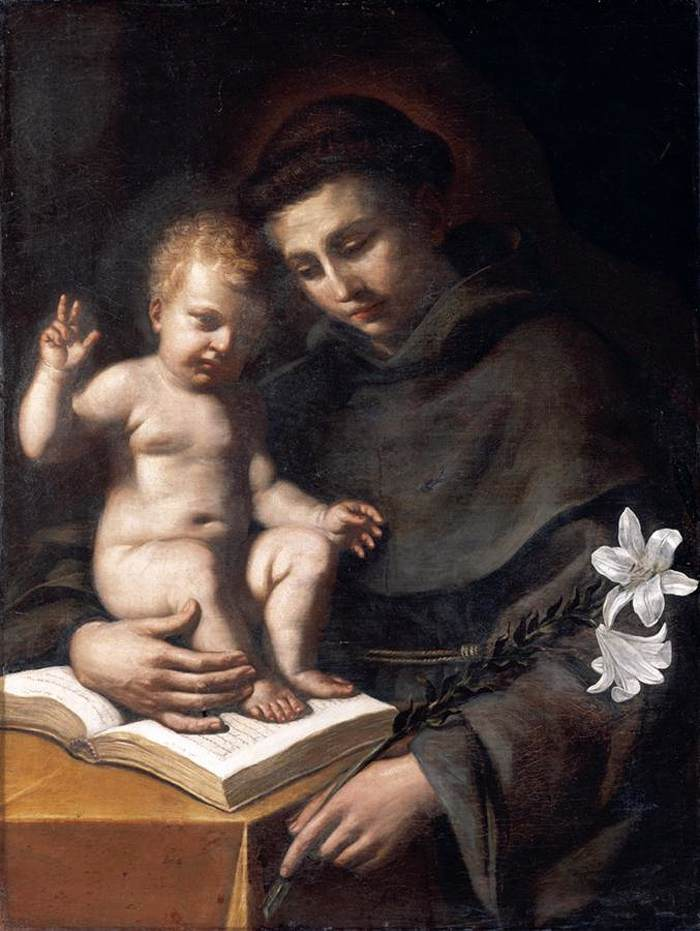
Quadre del Guercino (col. privada)
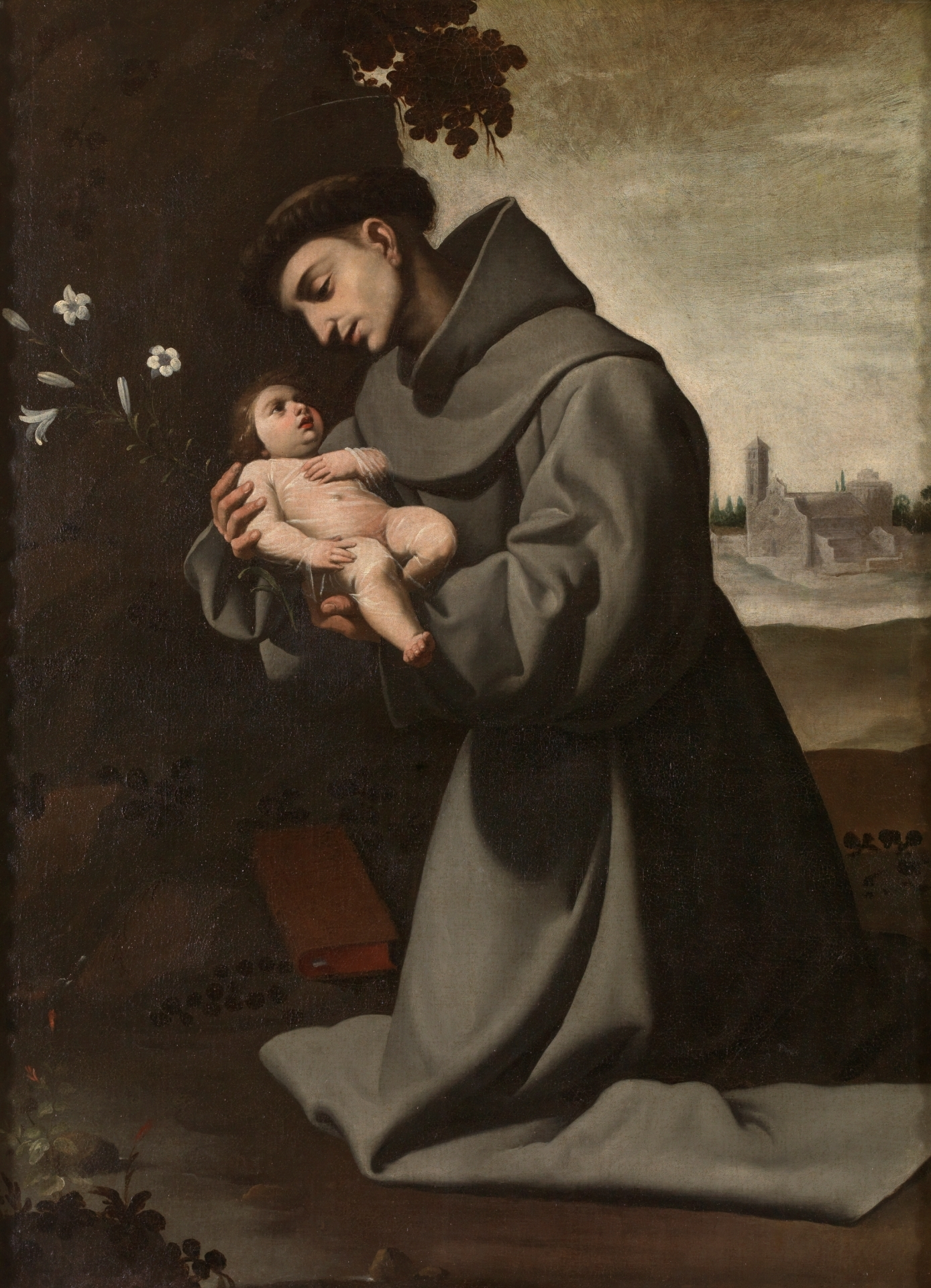
Quadre de Francisco Zurbarán (Madrid, Prado)
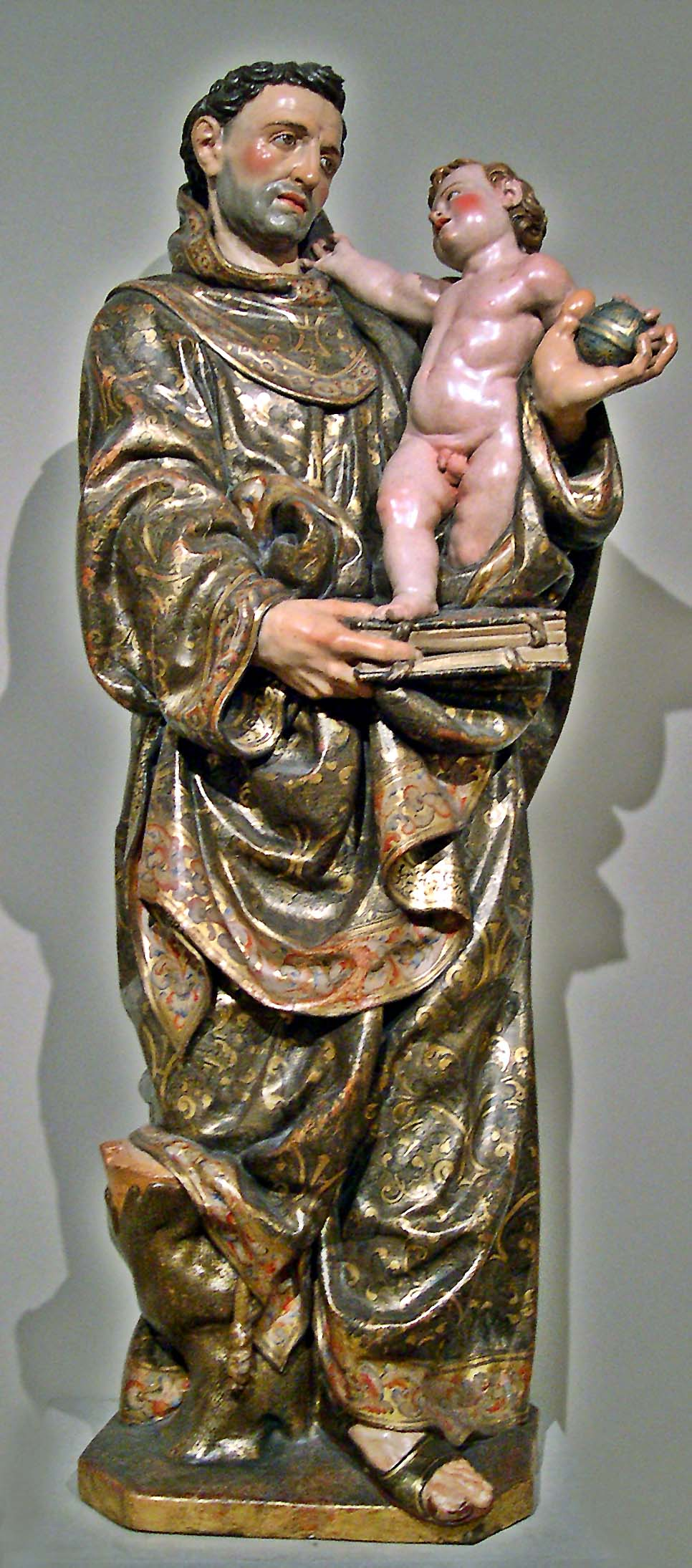
Talla de Juan de Juni (Valladolid, Museo Nacional de Escultura)
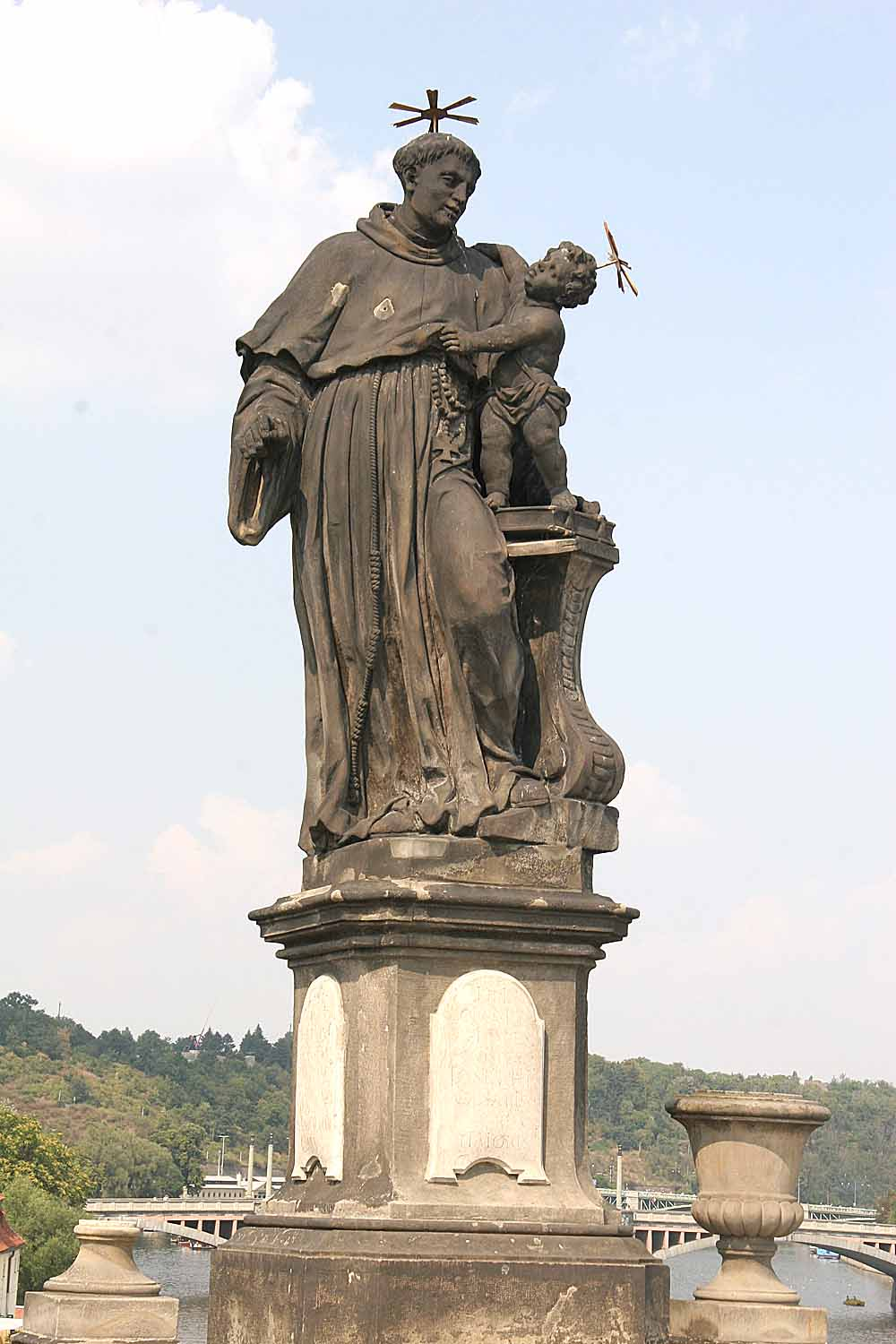
Estàtua del Pont de Carles, a Praga
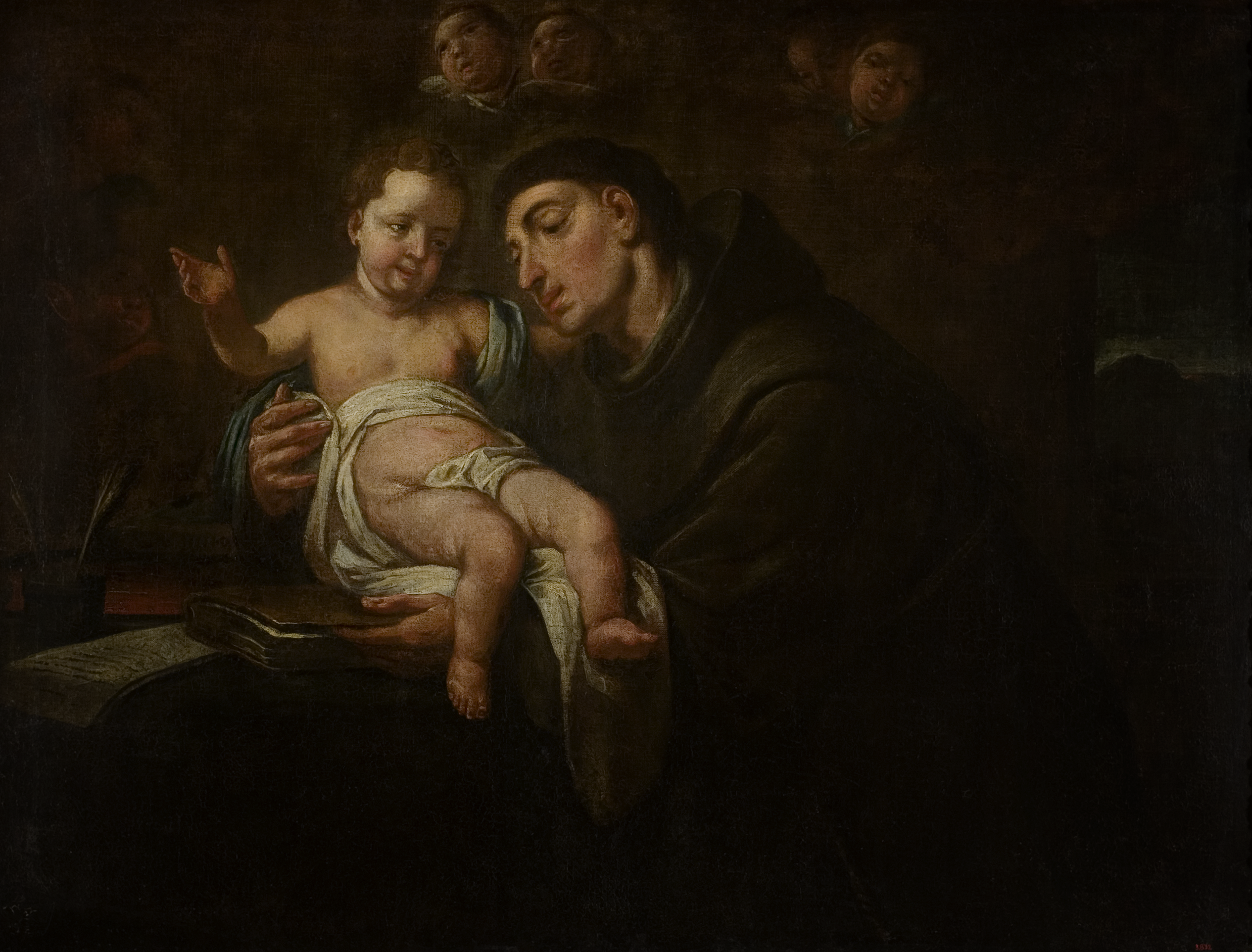
Visió de Sant Antoni de Pàdua, 1720. Antoni Viladomat Manalt

En 1226, era custodi de Llemotges i en 1227, ja mort Sant Francesc d'Assís, va ser nomenat provincial d'Itàlia del Nord, continuant la seva predicació contra el catarisme. En 1230, va renunciar al càrrec de provincial i va ser enviat a Roma, on aconsellà el papa Gregori IX en la qüestió de la validesa del testament de Sant Francesc d'Assís.
El 1231, va ser enviat a Pàdua (Venècia) i prosseguí la predicació durant la Quaresma. Va morir d'esgotament el 13 de juny a Arcella, prop de Pàdua. Era ja tan popular com ho és a hores d'ara pels molts favors i gràcies que els catòlics li atribueixen.

## Veneració
La seva tomba de seguida esdevingué lloc de pelegrinatge. Es va construir una nova església més capaç per a acollir els pelegrins, en 1240. La translació del cos del sant es feu el 1263. Va ser llavors quan se'n trobà la llengua incorrupta i intacta, la qual cosa s'interpretà com un miracle (havia estat la seva principal "eina de treball").
Avui descansa a la Basílica de Sant Antoni, a Pàdua, a la Capella del Sant, redecorada durant el segle xvi amb un projecte dirigit per Tullio Lombardo.
A Lisboa, una basílica s'alça al lloc on diu la tradició que va néixer. El Museu de Lisboa té una de les seves seccions monogràficament dedicada a Sant Antoni

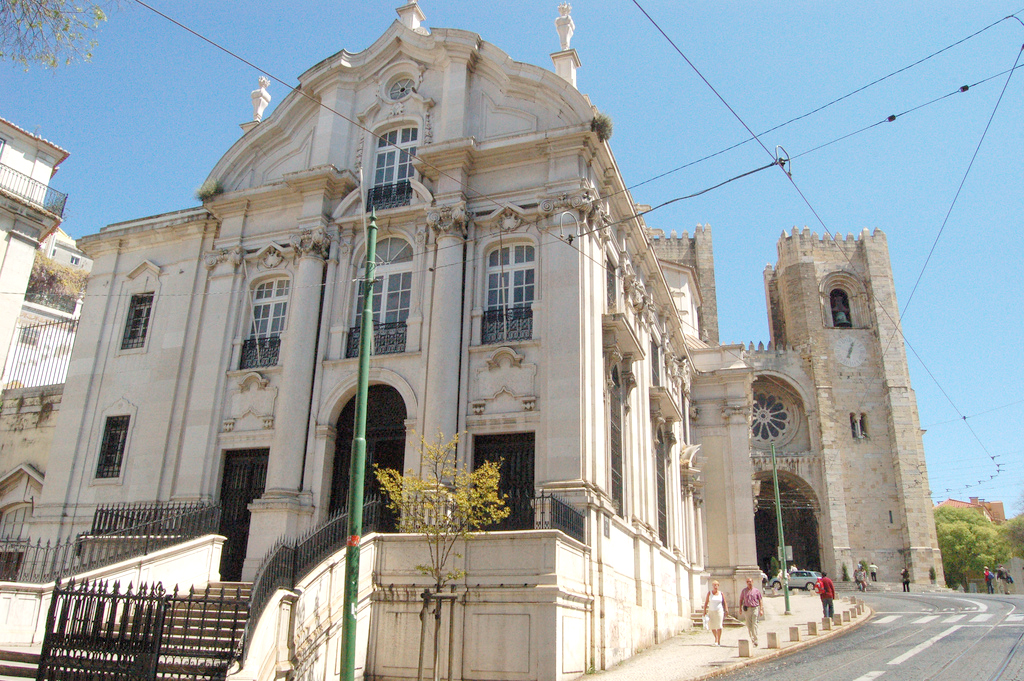
Església de Sant Antoni a Lisboa, edificada sobre la casa on havia nascut
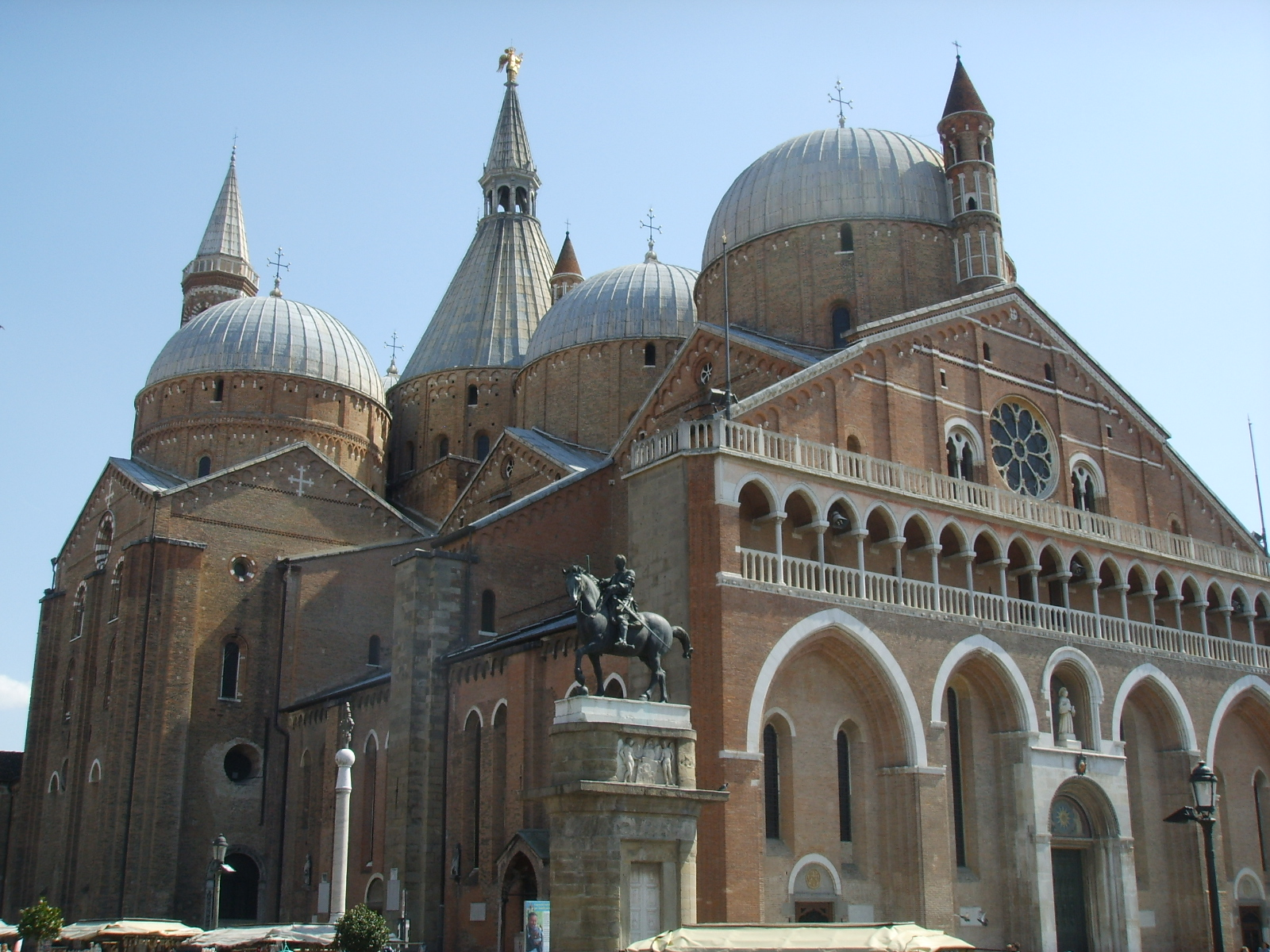
Basílica de Sant Antoni a Pàdua
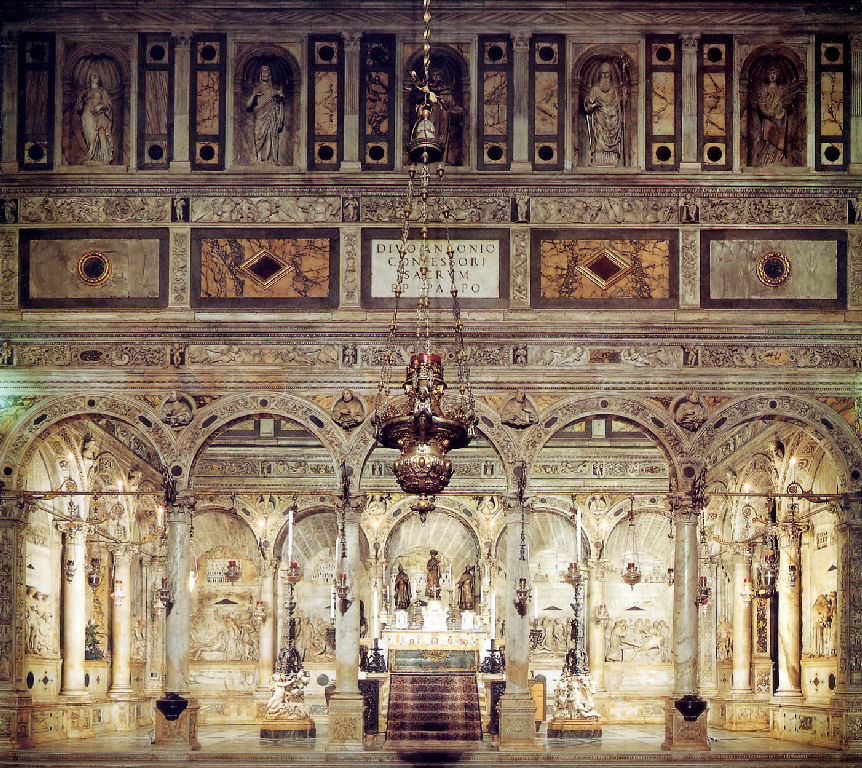
Capella de la Tomba del Sant, a la basílica de Pàdua; projecte de Tullio Lombardo, ca. 1530
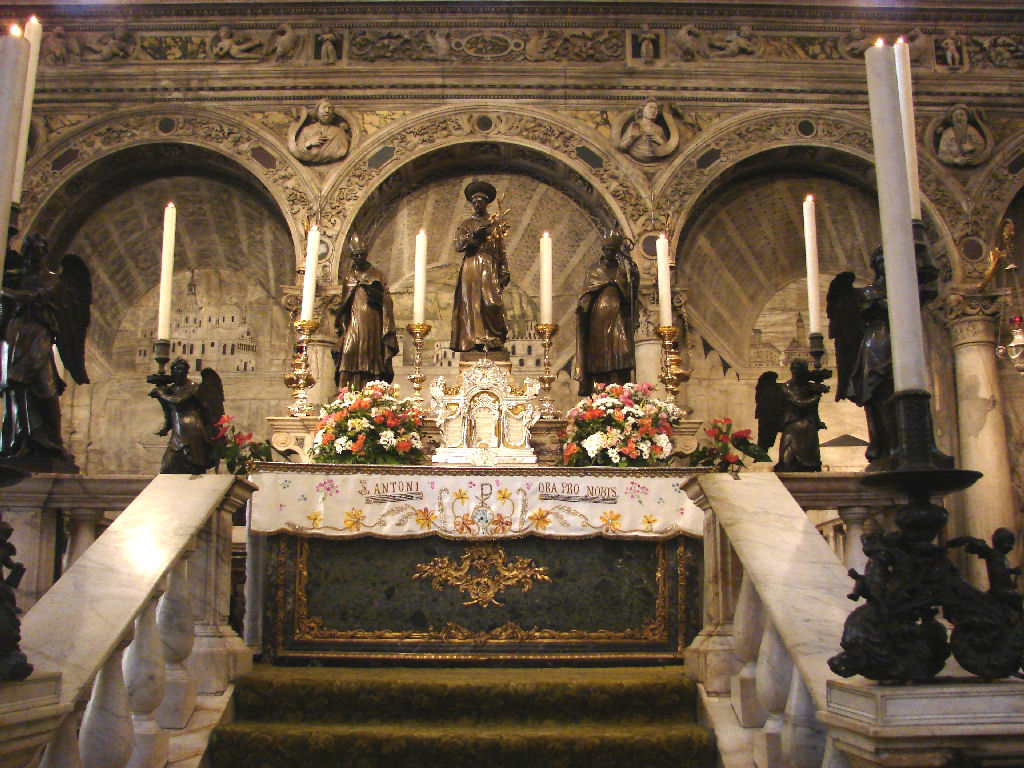
Altar i tomba del sant, amb escultures de Tiziano Aspetti (1607)

## Iconografia

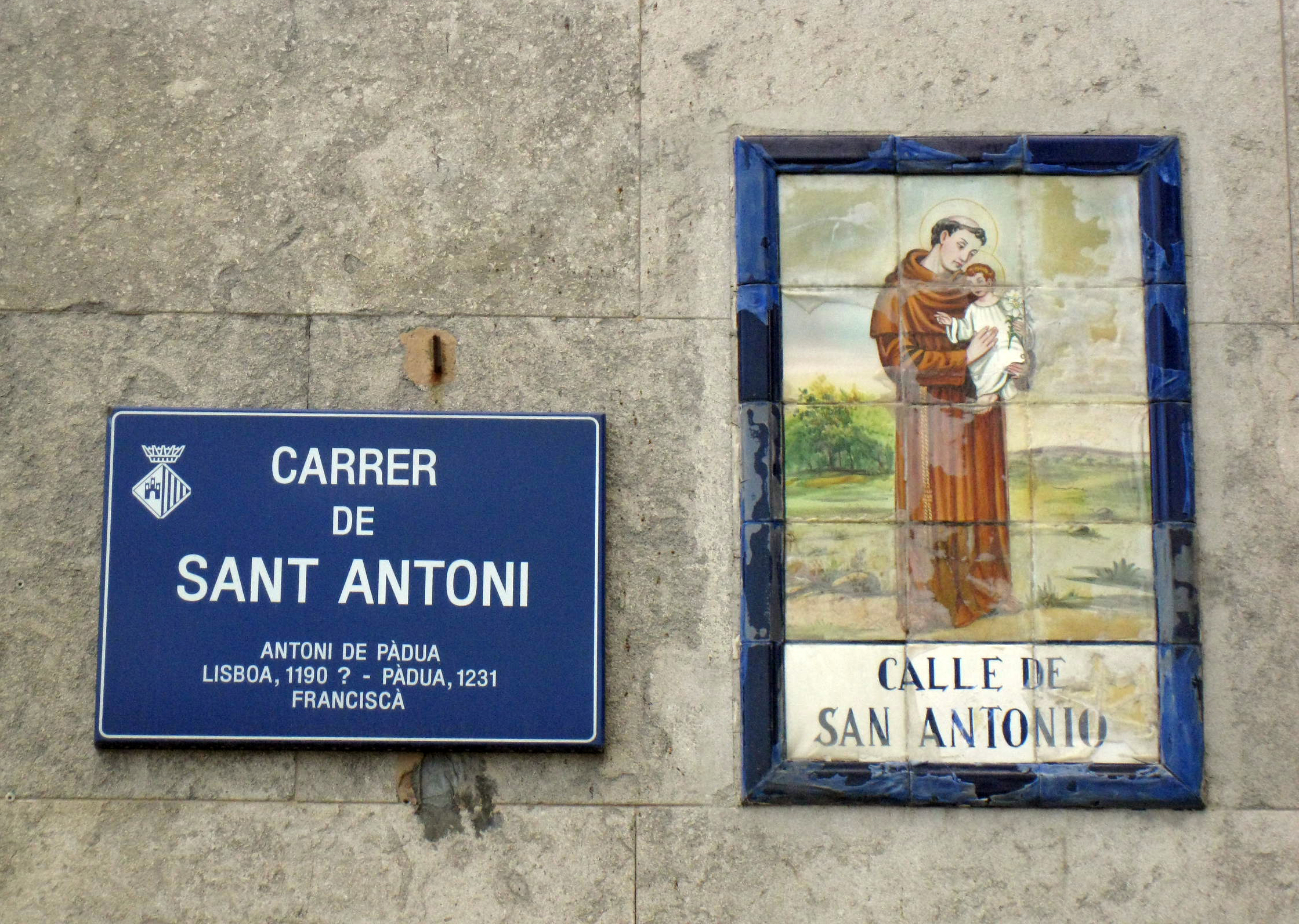
Placa de carrer a Terrassa i representació del sant amb el Nen Jesús al braç

A Sant Antoni en la pintura i la imatgeria religiosa se'l representa vestit amb l'hàbit franciscà de color marró. Normalment porta l'hàbit cenyit amb un cordó i va calçat amb sandàlies. Així mateix, acostuma a portar el cabell tonsurat. A part de la seva indumentària se'l distingeix, sobretot, perquè porta el Jesuset als braços. Aquest tema iconogràfic es va difondre, sobretot, a partir del segle xvi. Un altre atribut característic és un lliri blanc a la mà, que és símbol de puresa i castedat. També porta una creu o el llibre dels Evangelis, en referència a la seva tasca de predicació. El llibre és l'atribut més freqüent en les representacions medievals del sant.
Atesa l'extraordinària popularitat que va assolir la devoció a Sant Antoni, la seva imatge es troba reproduïda en nombrosos formatsː pintures, escultures, monuments, petites imatges per a la devoció privada, medalles, estampes, gravats, plafons de rajoles, exvots, etc.
Així mateix, la gran difusió del culte a Sant Antoni arreu del món fa que la seva iconografia es trobi adaptada a molt diversos contextos culturals.
Obresː
- Retaule pintat procedent de l'església de Santa Maria de Castelló de Farfanya, segle xiv (Museu de Lleida)
- Sant Antoni alliberant el seu pare de la forca, pintura del segle xvi (Museu de Lisboa / Sant Antoni)[4]
- Sant Antoni amb el Nen Jesús, pintura de Frei Carlos, c 1520-1530 (Lisboa, Museu Nacional d'Art Antic)
- Sant Antoni de Pàdua amb el Nen Jesús, de Zurbarán, 1635-1650 (Museu del Prado)[5]
- Sant Antoni de Pàdua, de Luca Giordano, pintura de cap a 1690-1700 (Museu del Prado)[6]
- Sant Antoni amb el Nen Jesús, pintura de Joaquim Manuel da Rocha, segle xviii (Museu de Lisboa / Sant Antoni)[7]

## La figura de Sant Antoni en la religiositat popular

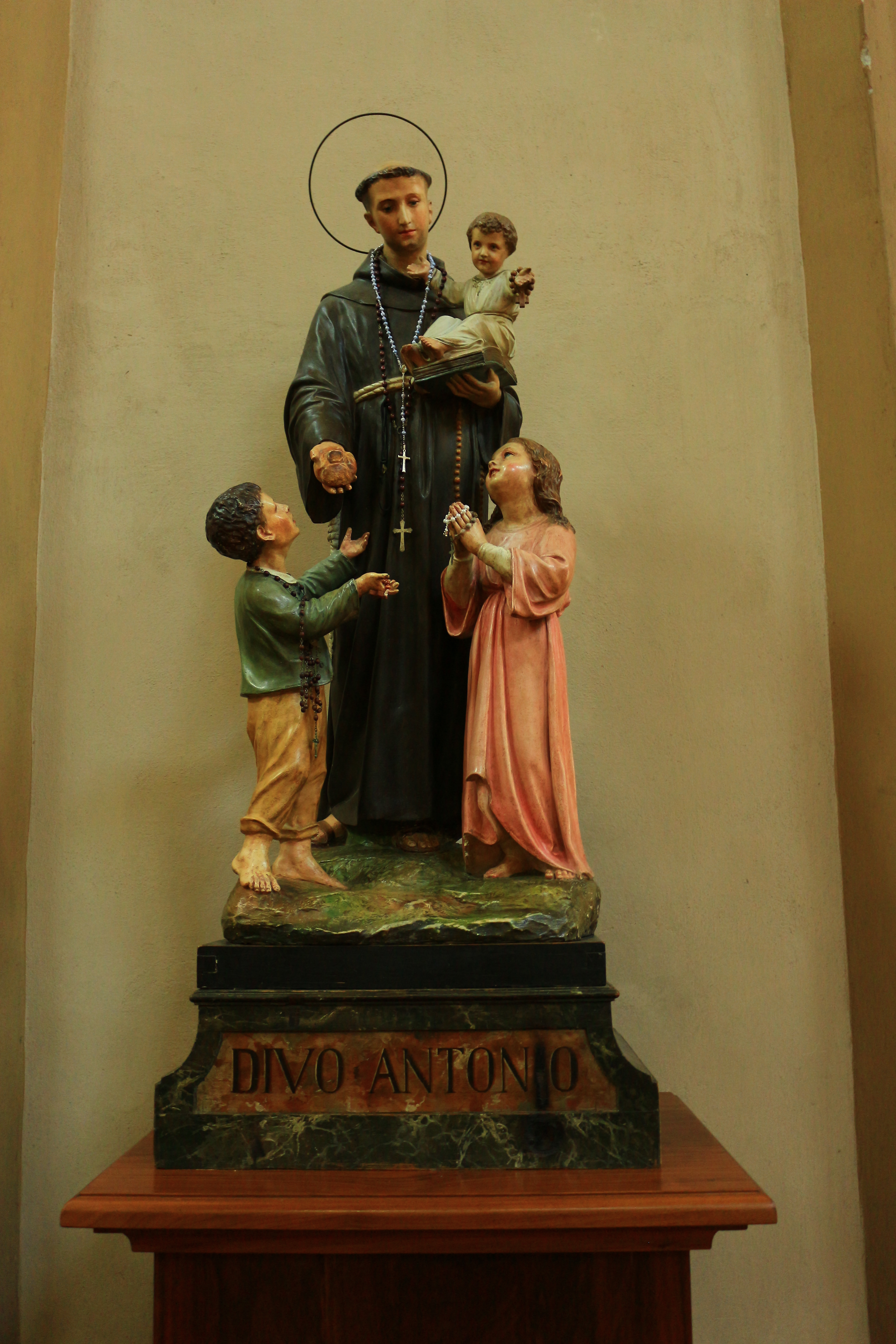
Antoni de Pàdua

### La vida sentimental
Segons la creença popular, Sant Antoni de Pàdua és l'intercessor més adient per pregar-li per l'èxit d'una relació sentimental. Tradicionalment, les mosses casadores li encenien una espelma el dia de la seua festa (13 de juny) i, tot seguit, li resaven aquesta oració:
"Sant Antoni beneït,
feu-me trobar un marit
que siga bon home i ric,
i, si pot ser, també polit."

### La troballa de les coses perdudes
Així mateix, a Sant Antoni se l'invoca perquè ajude a trobar les coses perdudes. Els devots diuen que en aquests casos convé adreçar-se al sant confiadament amb la següent pregària:
"Sant Antoni de Pàdua,
una cosa he perdut
en lloc desconegut.
Feu-me-la trobar
a terra o a mar,
que és gran la virtut
que sempre heu tingut."

### Patró dels paletes
Sant Antoni de Pàdua és considerat el patró dels paletes i treballadors del sector de la construcció, i actualment aquest sector de la construcció és festiu el dia de Sant Antoni (13 de juny), si bé la majoria de convenis col·lectius traslladen la festa al dilluns següent. Aquest dia, a més de misses i trobades del sector, s'organitzen alguns concursos relacionats amb les feines i oficis dels gremis: d'operador de grua torre, de conductor de minicarregadora i, especialment, concursos de paletes (alguns s'han traslladat a altres dates per fer-los coincidir amb algun esdeveniment important del sector o alguna festa popular). En destaquen el Concurs de Paletes del Pla de l'Estany a Banyoles, el Concurs Intercomarcal de Paletes al Vendrell, cada tres anys, i el Concurs de Paletes de la Província de Tarragona.
Pa de Sant Antoni
Durant el segle XIX es propagà la popular institució caritativa anomenada “El pa dels pobres” o “Pa de Sant Antoni”, consistent en una almoina de pa en record o agraïment a alguna gràcia atribuïda a la intercessió del sant paduà.